# سیگموئیدوسکوپی

سیگموئیدوسکوپی به آزمایشی گفته می‌شود که به منظور بررسی کولون سیگموئید انجام می‌گیرد.
در برخی از موارد لازم است علاوه بر کولونوسکوپی که می‌تواند تمامی قسمت‌های روده را بررسی کند از سیگموئید هم استفاده کرد. این وسیله می‌تواند سومین کولون نزولی که رکتوم را به مقعد متصل می‌کند، بررسی نماید. در این روش پزشک از طریق وارد کردن لوله‌ای انعطاف‌پذیر و دارای دوربین سطح سیگموئید کولون (یک سوم انتهایی روده) را مشاهده کرده و سطح سیگموئید کولون را برای تشخیص سرطان، پولیپ، سلول‌های غیرطبیعی و زخم بررسی کند.

## موارد استفاده سیگموئیدوسکوپی
در صورت نیاز به بررسی موارد زیر از سیگموئیدوسکوپی استفاده می‌شود:
- تغییر در عادات روده
- خونریزی از رکتوم
- درد شکم
- کاهش وزن غیرقابل توجیه

موارد فوق می‌تواند نشانه ای از بیماری‌های مختلف روده بزرگ باشد و سیگموئیدوسکوپی روشی است که به بیمار در تعیین علت علائم کمک می‌کند. سیگموئیدوسکوپی همچنین یک ابزار غربالگری کلی برای سرطان روده بزرگ است. بسته به سابقه سلامتی بیمار و اینکه آیا در خانواده‌اش سابقه سرطان روده بزرگ دارد، ممکن است لازم باشد هر ۵ سال پس از سن ۵۰ سالگی، سیگموئیدوسکوپی را انجام دهد.

## نحوه انجام آزمایش سیگموئیدوسکوپی
برای انجام سیگموئیدوسکوپی ممکن است پزشک از داروهای آرام بخش یا بی‌حسی موضعی استفاده کند، اما معمولاً بیمار بی هوش نمی‌شود زیرا ممکن است پزشک به مکالمه با بیمار نیاز داشته باشد. برای این منظور لازم است بیمار به سمت چپ بدن خود دراز بکشد تا پزشک بتواند سیگموئیدسکوپ را وارد مقعد نموده و به راحتی قسمت انتهایی روده را بررسی نماید.
در حین آزمایش از طریق این لوله مقداری هوا وارد کولون می‌شود، تا کولون باز تر شود. اگر در طول آزمایش، پزشک پولیپ و با بافت غیرطبیعی را مشاهده کند با استفاده از دستگاه مخصوصی آن را از بین برده و نمونه‌ای را جهت بررسی‌های بیشتر به آزمایشگاه می‌فرستد. مدت زمان انجام آزمایش سیگموئیدوسکوپی بین ۱۰ الی ۳۰ دقیقه متغیر است.